# Обмен ссылками
Обмен ссылками — способ увеличения рейтинга сайта в поисковых системах. Во многих современных поисковых системах количество ссылок на сайт существенно влияет на его позицию в результатах поиска. Текст ссылок также влияет на позицию сайта в результатах поиска по запросу, близкому к тексту ссылки.

## Методы обмена ссылками

### Ручной обмен
Наиболее трудоёмкий, но и наиболее безопасный процесс. Заключается он как правило в том, чтобы найти близкие по тематике сайты и предложить им обменяться ссылками. Почти любой обмен ссылками предполагает договоренность между ссылающимися сайтами. В среднем 2 человека из 10 соглашаются на подобный обмен.

### Автоматический обмен
Система автоматического обмена ссылками (линкатор) позволяет значительно упростить и ускорить работу по обмену ссылками с другими сайтами. Сегодня в интернете можно найти очень много линкаторов. Они имеют различную степень эффективности.

### Прямой обмен
Обмен ссылками, в котором участвуют два сайта. Сайты ссылаются друг на друга. Прямой взаимный обмен фильтруется поисковыми системами и приводит к снижению эффективности.

### Кольцевой обмен
Обмен ссылками, в котором участвуют три и более сайтов. Первый сайт ссылается на второй, второй на третий, третий или последний в цепочке на первый. В последнее время так же легко распознается поисковыми системами и теряет свою эффективность.

### Перекрестный обмен
Обмен ссылками, в котором участвуют четыре и более сайтов. Каждому участнику принадлежит более одного сайта. Первый сайт ссылается на второй, второй на третий, третий на четвертый, четвертый на первый. Перекрёстный обмен позволяет существенно увеличить эффективность. Техническая организация перекрёстного обмена сложнее, чем организация прямого обмена. Кроме того, позволяет производить неравноценный обмен ссылками: более трастовый ресурс обменивается ссылками с менее трастовыми по принципу одну ссылку на несколько.
Рекомендации по обмену ссылками:
- сайт должен соответствовать тематике;
- анкор для каждой ссылки желательно менять;
- ссылка не должна находиться дальше третьего уровня вложенности;
- если позиции сайта не растут, проверить, не закрыта ли ссылка от индексации;
- в ссылке должно быть минимальное количество атрибутов, rel="sponsored" допустим, rel="ugc" и rel="nofollow" практически обнуляет эффект ссылки и целесообразен лишь при бесплатном размещении.

Чтобы подчеркнуть значимость веб-сайта и повысить его рейтинг в поисковой системе, следует фокусироваться на авторитетных ресурсах, с которыми происходит обмен ссылками. Авторитетные ресурсы — это источник переходов. Если на какой-либо сайт ссылаются BBC.com, NYTimes.com, Digg.com, а также многие другие значимые страницы, их пользователи, скорее всего, перейдут на данную страницу. Тут действует экспоненциальный закон: сила притягивает силу – сайты с хорошими внешними ссылками получают еще больше внешних ссылок.